# Palazzo del Governatore (Mogadischu)

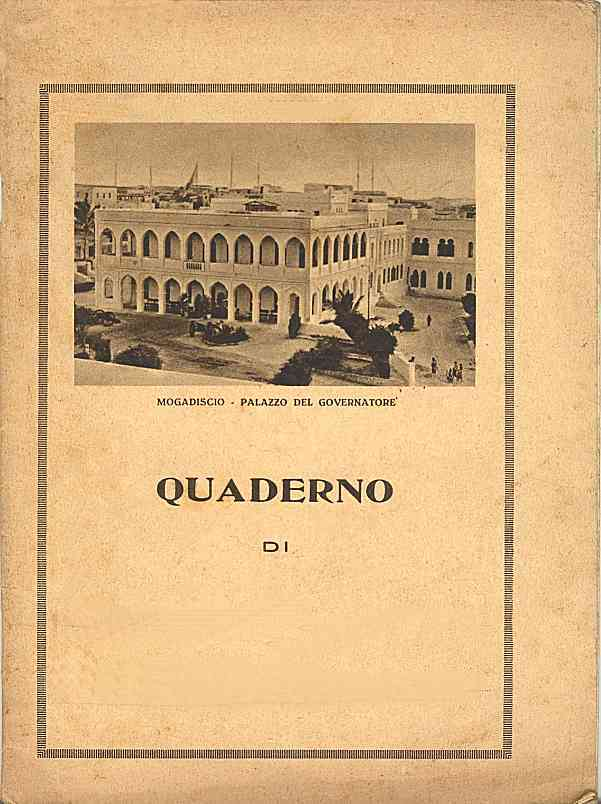
Il Palazzo del Governatore in Mogadischu

Der Palazzo del Governatore (italienisch für Gouverneurspalast) war der Sitz des italienischen Gouverneurs der Kolonie Italienisch-Somaliland sowie der Sitz des Verwalters des italienischen Somalia als Vertretung von Corso Principe Umberto II.
In ihm befanden sich unter anderem folgende Säle:
- Arabischer Saal mit Dekorationen, die aus der islamischen Architektur des alten Mogadischu abgeleitet wurden
- Zimmer der Königin Elena mit Wandteppichen
- Sala della Giustizia mit Möbeln im Stil der Gotik – Aostatal
- Beratungssaal, im Stil des vorigen und mit einer Bildtafel, die den Heiligen Georg darstellt

In der zweiten Etage gab es die privaten Wohnungen und die Unterkünfte für die Gäste des Königshauses im piemontesischen Stil des 15. Jahrhunderts. Zwischen dem Schloss und dem Indischen Ozean befindet sich der Palast des Tra Muzaffar (arabischer Gouverneur von Mogadischu), welcher durch die Ausgrabungen von Cesare Maria De Vecchi in die Öffentlichkeit geriet.
Das Gebäude des einstigen Palastes befindet sich seit dem Sturz des Regimes von Siad Barre 1992 in einem äußerst ruinösen Zustand.